# Andreas II. Sonntag
Andreas (II.) Sonntag OSB (* in Hifringen (?) bei Bad Waldsee; † 3. Oktober 1587 in Ochsenhausen) war der 11. Abt der Reichsabtei Ochsenhausen im heutigen Landkreis Biberach in Oberschwaben.

## Leben
Andreas Sonntag trat 1547 als Novize im ersten Regierungsjahr von Abt Gerwig Blarer in das Stift ein. Geboren wurde er vermutlich in Hifringen bei Bad Waldsee, Geisenhof nennt als Geburtsort Hüfingen, eine Ortschaft, die den Herren von Schellenberg gehörte. 1567 wurde er einstimmig vom Konvent zum Abt gewählt. Im Jahre 1580 wurde er Visitator der Schwäbischen Benediktiner-Kongregation. Die Schwäbische Benediktiner-Kongregation bestand damals aus den Klöstern Weingarten, Ochsenhausen, Zwiefalten, Sankt Georgen im Schwarzwald, Wiblingen und Isny im Allgäu. Zusätzlich erteilte Papst Gregor XIII. Abt Andreas die Vollmacht, die dem Stifte einverleibten Pfarreien Reinstetten, Ummendorf, Füramoos, Schönebürg, Thannheim, Opfingen, Wain, Kirchdorf, Winterrieden, Laupheim, Mittelbuch, Ringschnait und Steinhausen visitieren zu dürfen. Georg Geisenhof überliefert in seiner nachträglichen Beschreibung des Klosters von 1823, dass der päpstliche Legat Felicianus Episcopus Scalensis bei einem Besuch Ochsenhausens die schöne Ordnung, das brüderliche Zusammenleben und ein rühmliches Streben nach Wissenschaft, Tugend und Frömmigkeit unter Abt Andreas (II.) in seinem Visitationsbericht hervorhob. 1572 wurde ein ehemaliges Mitglied des Konvents aus Ochsenhausen, Jodokus Todt (* 3. September 1541 in Weingarten), im Kloster Wiblingen zum Abt gewählt. Der Vorgängerabt Martin Hörmann, der das Kloster heruntergewirtschaftet hatte, resignierte.

## Ummendorf und Wain

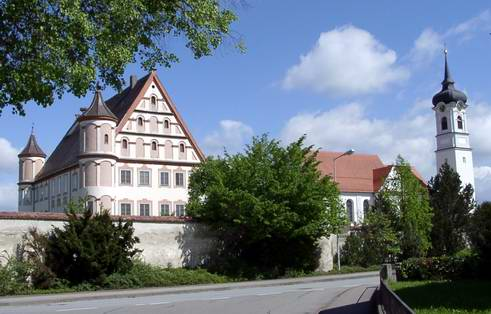
Schloss Ummendorf

Abt Gerwig Blarers Ankauf des Dorfes von Ummendorf mit all seinen Untertanen und Schloss war ein finanzieller Kraftakt. Aus diesem Grund wurde für das sich ebenfalls in klösterlichem Besitz befindliche, weit nördlich gelegene Dorf Wain ein Käufer gesucht. Die Stadt Ulm bekundete Interesse an diesem Dorf. Das Kloster machte zur Auflage an den Käufer von Wain, dass es das Patronatsrecht behielt und dass der neue Besitzer in den religiösen Verhältnissen keine Veränderung vornehmen sollte. Abt Andreas und der Magistrat der Stadt waren sich schon handelseinig, aber der Bischof von Konstanz Kardinal Markus Sittikus von Hohenems verweigerte seine Zustimmung. 1570 meldete sich der Katholik Eustach von Landfried, dem vorher die Herrschaft Hummel in der Grafschaft Glatz gehört hatte. Er war ein Sohn des Wittelsbachers Ernst von Bayern und Schwager des Ulmer Bürgermeisters Beßerer. Landfried gab vor, das Dorf für sich kaufen zu wollen. Seine anderen Besitzungen Urwegs und Neuhausen wollte er verkaufen. Der Kauf kam nun mit bischöflicher Genehmigung zustande. Der Käufer erwies sich aber als ein vorgeschobener Strohmann im Auftrag der Stadt Ulm. Die eingesetzten Beamten der Stadt Ulm verboten sofort die romkultische Messe und schoben den katholischen Pfarrer ab. Er wurde durch einen evangelischen Prediger ersetzt.
1576 verspricht Abt Andreas der Gemeinde Rottum, welche der Kirche aus eigenen Mitteln eine Sakristei angefügt hatte, an den vier christlichen Hauptfesten, Maria Geburt und Apostelfesttagen einen Priester zur Abhaltung des Gottesdienstes bereitzustellen. Sollte dies nicht geschehen musste das Kloster eine Entschädigung von 20 Gulden zu zahlen. 1577 wurde die unter Abt Johannes Knuß ins Leben gerufene Sebastiansbruderschaft erneuert. Am 30. Juli 1582 wurde Christof Klaufliegel im Turm der Stiftskirche während des Läutens der Glocken von einem Blitz erschlagen. Abt Andreas ließ die äbtliche Wohnung erweitern und ihr südlich gegenüber Wohnungen für vornehme Gäste erbauen. 1583 kaufte er von Walpertshofen einen Teil des Zehnten zu Baustetten.
Am 1. Oktober 1585 resignierte Abt Andreas. Am 3. Oktober 1587 verstarb der Abt in Ochsenhausen.